# Śmierć letnią porą
Śmierć letnią porą (szw. Sommardöden) – powieść kryminalna szwedzkiego pisarza Monsa Kallentofta z 2008. Polskie wydanie książki ukazało się w 2010 w tłumaczeniu Bratumiły Pawłowskiej-Pettersson. W 2010 otrzymała szwedzką nagrodę Pocketpriset.

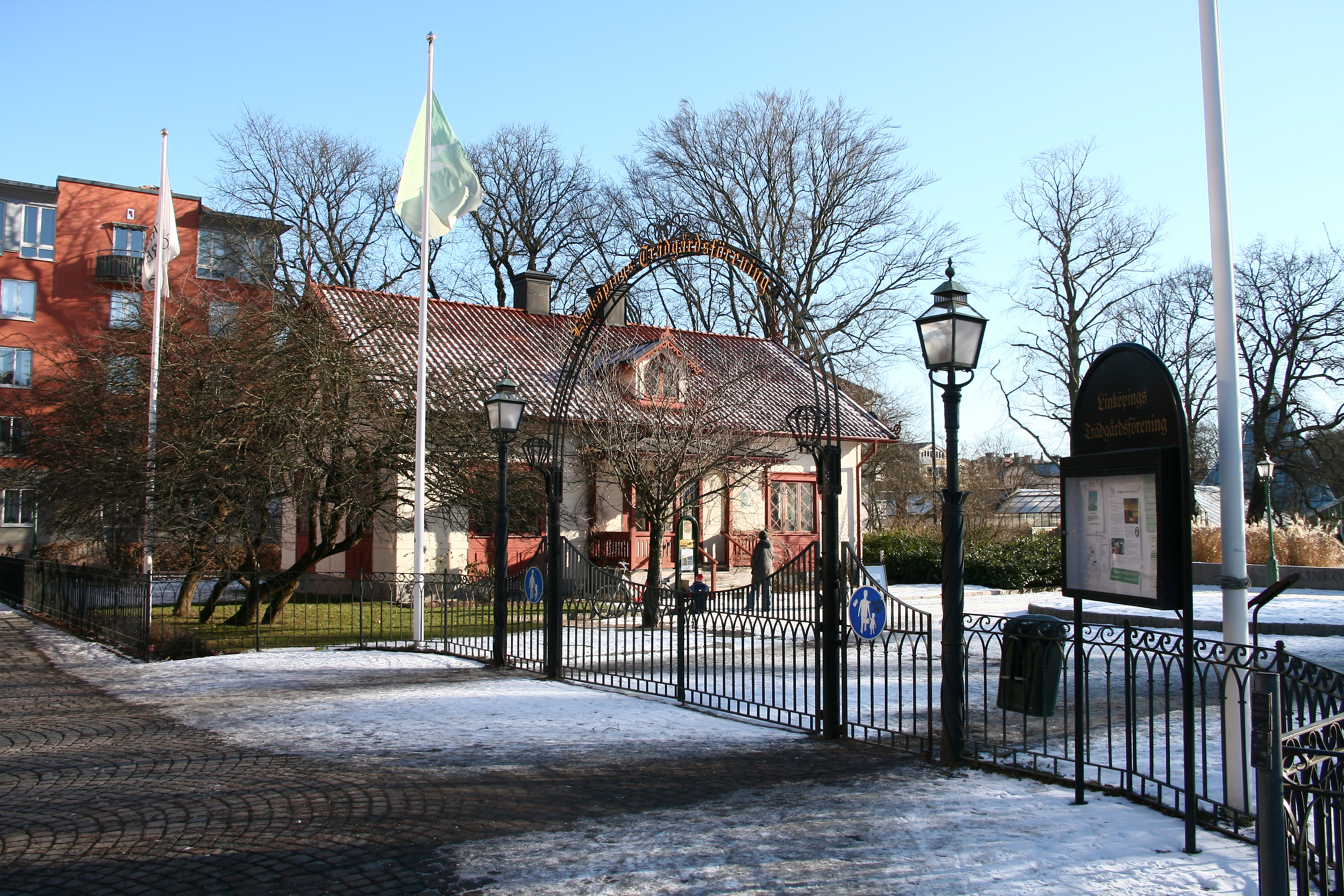
Park Trädgårdsföreningen - tu znaleziono Josefin Davidsson

## Treść
Jest drugą częścią kryminalnej serii z detektyw Malin Fors z Linköpingu, której pomaga Zaharias Zeke Martinsson. Akcja rozgrywa się podczas wyjątkowo upalnego lata, kiedy to temperatury w mieście przekraczają 43 stopnie Celsjusza i płoną lasy w Tjällmo i okolicach, zasnuwając wszystko dymem. W miejskim parku Trädgårdsföreningen znaleziona zostaje naga nastolatka Josefin Davidsson zamieszkała w Lambohov. Nie wiadomo kto napastował ją seksualnie, gdyż nic nie pamięta. Na plaży w Stora Rängen pies odkopuje zwłoki zaginionej wcześniej innej nastolatki, 14-letniej Theresy Eckeved ze Sturefors. Obie dziewczyny napastowane były przy pomocy sztucznego penisa. Ślady prowadzą z jednej strony do środowisk lesbijskich, a z drugiej do imigrantów, w tym Slavenki Visnic z Bośni i podejrzanych o wcześniejsze gwałty muzułmanów. Malin Fors przeżywa jednocześnie renesans uczuć do byłego męża Jannego, który początkowo przebywa z jej córką Tove na wakacjach na Bali, a potem wraca do gaszenia pożarów (jest strażakiem).